# (35676) 1998 XA30
1998 XA30 (asteroide 35676) é um asteroide da cintura principal. Possui uma excentricidade de 0.19228720 e uma inclinação de 14.01964º.
Este asteroide foi descoberto no dia 14 de dezembro de 1998 por LINEAR em Socorro.